# Drogosław (Nowa Ruda)

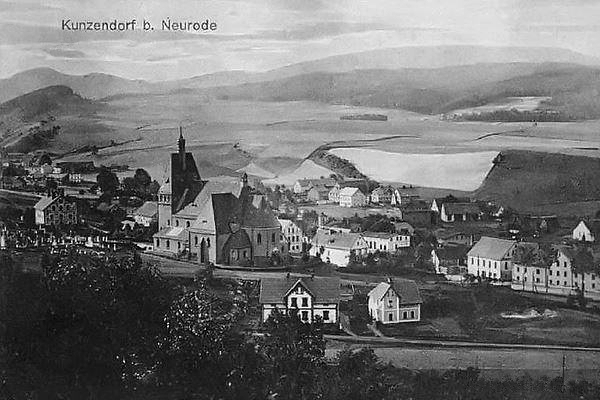
Kunzendorf bei Neurode auf einer Postkarte

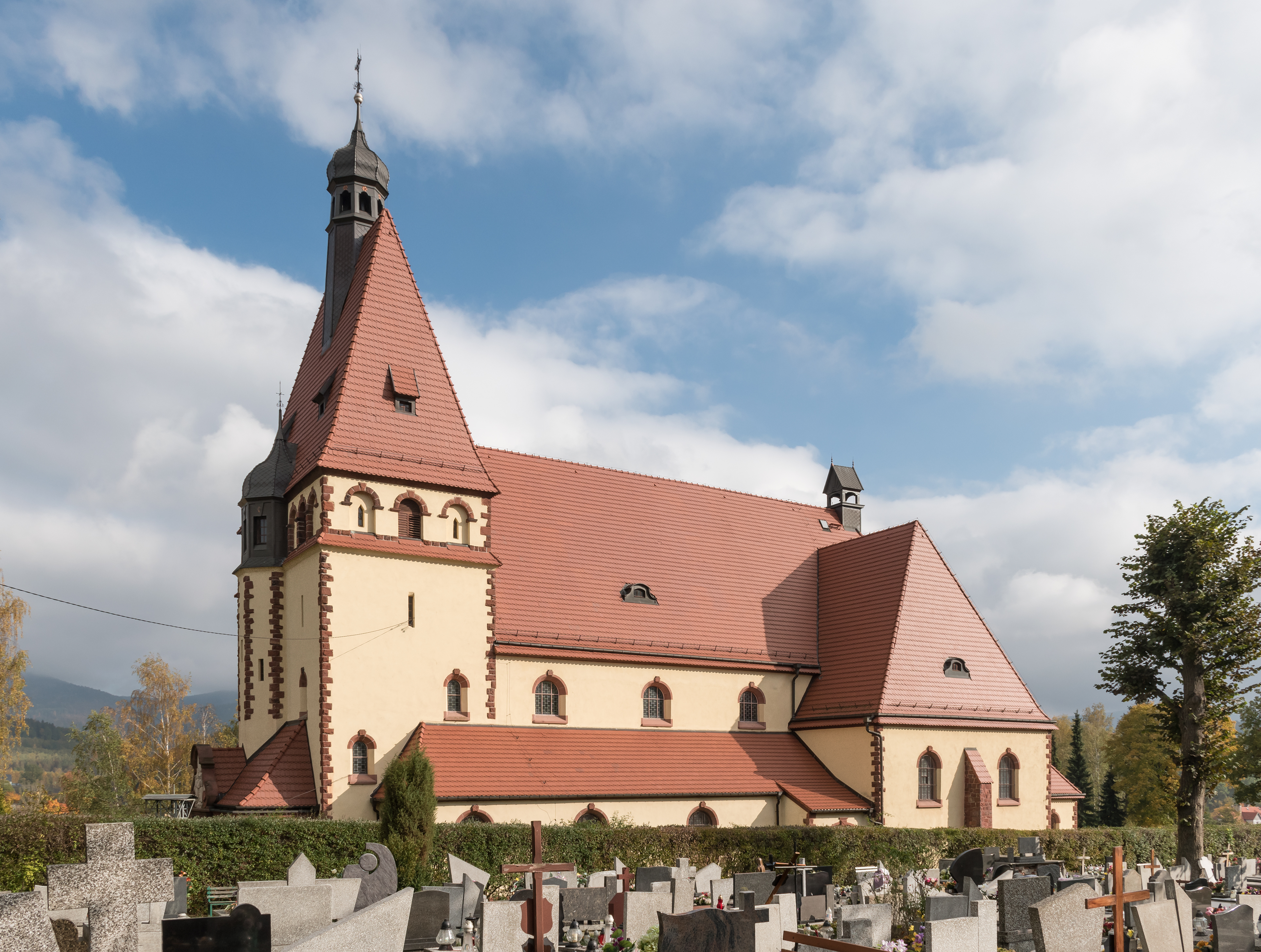
Kirche St. Barbara

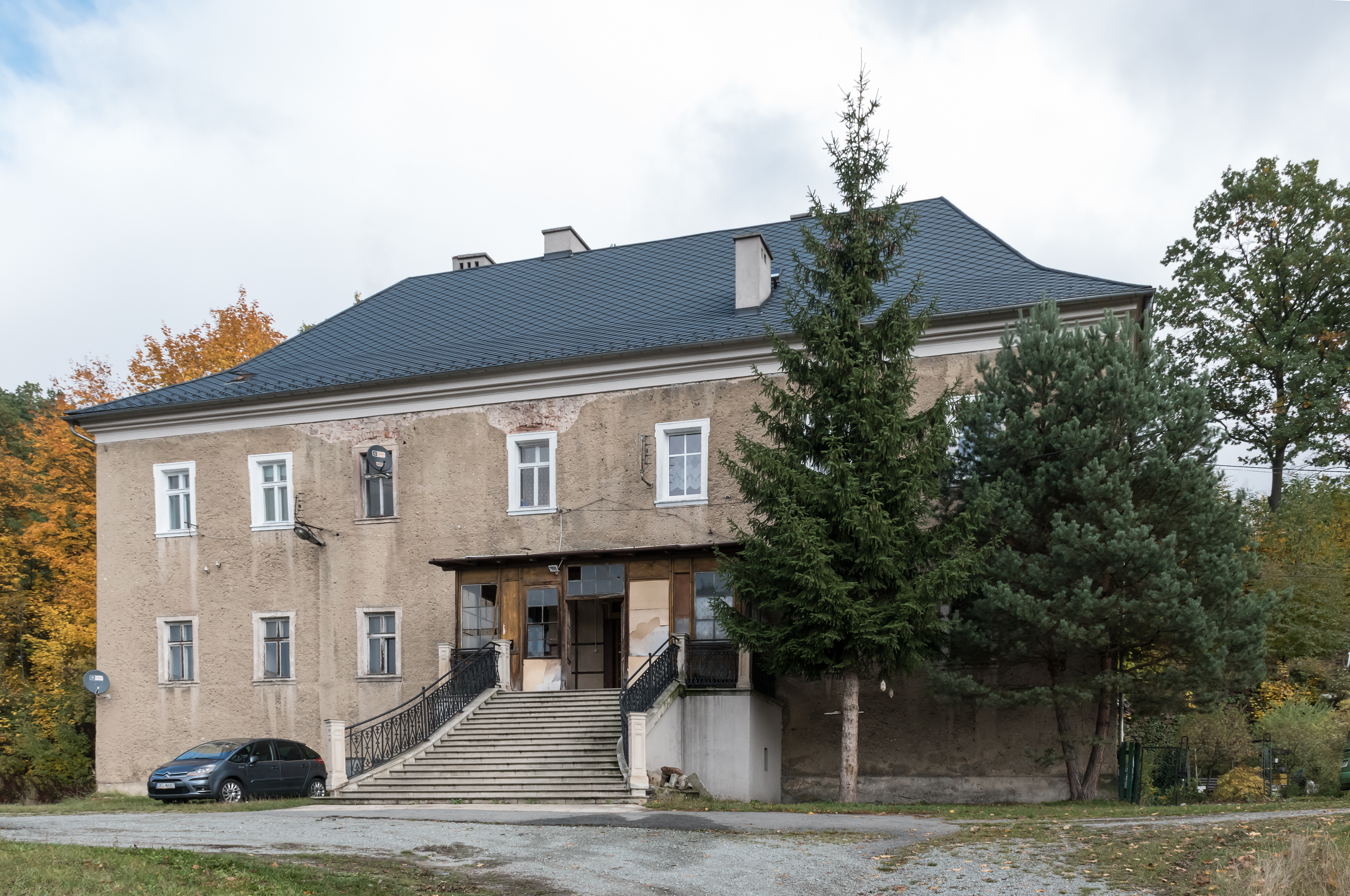
Kunzendorfer Schlössel

Drogosław (deutsch: Kunzendorf b. Neurode) ist ein Stadtteil der Stadtgemeinde Nowa Ruda im Powiat Kłodzki der Woiwodschaft Niederschlesien in Polen.

## Geographie
Drogosław liegt im Eulengebirge im Tal der Włodzica (Walditz), drei Kilometer nördlich des Stadtzentrums von Nowa Ruda an der Woiwodschaftsstraße 381, die nach Wałbrzych (Waldenburg) führt. Nachbarorte sind Miłków (Möhlke) im Norden, Jugów (Hausdorf) im Nordosten, Przygórze (Köpprich) im Osten, Wolibórz (Volpersdorf) und Dzikowiec (Ebersdorf b. Neurode) im Südosten, Włodowice (Walditz) und Sokolica (Zaughals) im Südwesten, Krajanów (Krainsdorf) im Westen und Ludwikowice Kłodzkie (Ludwigsdorf) im Nordwesten.

## Geschichte
Kunzendorf, das von Anfang an zum Glatzer Land gehörte, wurde erstmals 1352 zusammen mit Ludwigsdorf, „Kunigswalde“, „Hugisdorf“ und „Volprechtsdorf“ als „Cunczendorf“ erwähnt. Damals wurden diese Dörfer von Hans von Wustehube auf Neurode an Hänsel von Donyn und dessen Brüder verkauft. Der Verkauf wurde vom Landesherrn, dem böhmischen König Karl IV. im Jahre 1360 bestätigt. Da es sich um ein Lehngut handelte, wurden die landesherrlichen Abgaben durch den Freirichter eingezogen, dem auch die niedere Gerichtsbarkeit oblag. Das Richtergut befand sich vermutlich im Oberdorf, da dort die geographischen Bezeichnungen „Freirichterkoppe“ und „Scholzengrund“ belegt sind.
Nach dem Tod des Friedrich von Donyn 1467 fiel Kunzendorf zusammen mit der Herrschaft Neurode als erledigtes Lehen durch Heimfall an die Krone Böhmen. König Georg von Podiebrad übergab die Herrschaft Neurode aus Dankbarkeit für geleistete Dienste dem Georg Stillfried-Rattonitz mit der Bedingung, eine der Schwestern des verstorbenen Friedrich von Donyn zu ehelichen. 1472 bestätigte Georg von Podiebrads Sohn, Herzog Heinrich d. Ä. von Münsterberg und Graf von Glatz, die Schenkung. 1598 überließ Heinrich von Stillfried Kunzendorf und Hausdorf zur Nutznießung seinem Sohn Hans, zwei Jahre später zu erblichem Besitz. Er errichtete in Kunzendorf ein Herrenhaus.
Nach dem Ersten Schlesischen Krieg 1742 und endgültig mit dem Hubertusburger Frieden fiel Kunzendorf zusammen mit der Grafschaft Glatz an Preußen.
Nach der Neugliederung Preußens gehörte es ab 1815 zur Provinz Schlesien, die in Landkreise aufgeteilt wurde. 1816–1853 war der Landkreis Glatz, 1854–1932 der Landkreis Neurode zuständig. Nach dessen Auflösung 1933 gehörte Kunzendorf bis 1945 wiederum zum Landkreis Glatz. Ab 1874 gehörte die Landgemeinde Kunzendorf zum Amtsbezirk Kunzendorf, der aus den Landgemeinden Kohlendorf und Kunzendorf und dem Gutsbezirk Kunzendorf gebildet worden war. Von wirtschaftlicher Bedeutung war neben der Landwirtschaft und der Hausweberei seit der ersten Hälfte des 18. Jahrhunderts die Förderung von Kohle. Die weitere wirtschaftliche Entwicklung wurde 1880 mit der Inbetriebnahme der Bahnstrecke Waldenburg–Glatz begünstigt, die allerdings keinen Haltepunkt in Kunzendorf, sondern in der nordöstlich gelegenen Kolonie Centnerbrunn hatte. In der Buntweberei W. Jordan wurden über 500 Mitarbeiter beschäftigt. 1939 lebten 4442 Einwohner in Kunzendorf.
Als Folge des Zweiten Weltkrieges fiel Kunzendorf 1945 mit dem größten Teil Schlesiens an Polen und wurde in Drogosław umbenannt. Die deutsche Bevölkerung wurde, soweit sie nicht schon vorher geflohen war, 1946/47 zum größten Teil vertrieben. Die neu angesiedelten Bewohner waren teilweise Zwangsumgesiedelte aus Ostpolen, das an die Sowjetunion gefallen war.  1973 wurde Drogosław in die Stadt Nowa Ruda eingemeindet.

### Kolonie Centnerbrunn
Die Kolonie Centnerbrunn (auch Bad Centnerbrunn) befand sich nordöstlich von Kunzendorf im Zentnertal, wo seit alters her eine kristallklare Quelle bekannt war, die als „Hirschlecke“ bezeichnet wurde. 1835 erwarb dort der Neuroder Arzt Karl Niedenführ 60 Morgen Land, auf dem er eine Kaltwasserheilanstalt errichtete, die 1836 eröffnet und bis 1851 als Wasserheilanstalt Kunzendorf bekannt wurde. In dieser wurden Kaltwasser-Trinkkuren und Prießnitz-Anwendungen verabreicht. Bis 1850 folgten vier weitere Wohn- und Kurhäuser sowie Kolonnaden. Bis zum Jahr 1850 wurden 600 Kurgäste behandelt. Nachdem das Interesse an den Kaltwasseranwendungen abnahm, verkaufte Niedenführ die Anlage dem Kunzendorfer Gutsbesitzer Josef Greppi. 1866 wurde der Kurbetrieb eingestellt und die Gebäude als Lazarett für Verwundete des Deutschen Kriegs genutzt. Nachfolgende Besitzer waren Graf Pfeil aus Hausdorf und später die Grafen Magnis auf Eckersdorf. 1880 erhielt Centnerbrunn eine Haltestelle an der Bahnstrecke Waldenburg–Glatz. Dadurch wurde die Entwicklung zu einem Sommerfrische- und Ausflugsort gefördert. Zudem wurden Wanderwege in das Eulengebirge angelegt. Noch vor dem Ersten Weltkrieg wurde der Versand von Centnerbrunner Tafelwasser aufgenommen. 1921 wurden die ehemaligen Kuranlagen von der gewerkschaftlichen Einrichtung Volkshaus Neurode erworben, die 1924 einen Park mit einer Freilichtbühne sowie ein Schwimmbad errichtete. In der Freilichtbühne wurden in den Sommermonaten anspruchsvolle Theaterstücke aufgeführt und Konzerte der Bergkapelle Waldenburg und der Bergkapelle Rubengrube gegeben sowie Gewerkschaftsfeste veranstaltet. 1933 wurde die Anlage von der Deutschen Arbeitsfront übernommen, die sie für propagandistische Zwecke nutzte. Nach dem Übergang an Polen 1945 wurde Centnerbrunn in Zdrojowisko umbenannt. In den nachfolgenden Jahrzehnten wurde die Anlage als Erholungsheim und für Bildungseinrichtungen genutzt.

## Sehenswürdigkeiten
- Die Kirche St. Barbara (Kośćiół Św. Barbary) wurde 1910–1911 als Kuratiekirche errichtet und am 12. September 1912 vom Prager Erzbischof Leo Skrbenský von Hříště geweiht. Der Entwurf im Stil der Neuromanik stammt vom Architekten Ludwig Schneider, die Decken- und Wandgemälde schuf der Schlegler Maler Leo Richter.